# Beta-2 microglobulina
La β2 microglobulina también sabido como B2M es un componente del complejo MHC-I junto con las subunidades α1, α2, y α3. Están presentes en toda célula nucleada (excluidos los eritrocitos).  En humanos, la β2 microglobulina está codificada por el gen B2M.

## Estructura y función

Representación esquemática de MHC clase I

La β2 microglobulina está junto a la subunidad α3 cadena en la superficie de la célula. Pero a diferencia de α3, β2 no región transmembrana. Directamente encima de β2 (fuera de la célula) está la cadena α1, la cual está al lado de α2.
La β2 microglobulina no sólo se asocia con la cadena alfa de MHC-I, sino también con moléculas clase I-like como CD1, MR1, el receptor neonatal Fc (FcRn), y Qa-1 (una forma de aloantígeno). No obstante, el gen de la β2 microglobulina está exterior del locus del MHC (HLA), en un cromosoma diferente.
Una función adicional es su asociación con la proteína HFE para regular la expresión de hepcidina en el hígado cuyo objetivo es el transportador de hierro ferroportina de la membrana basolateral de enterocitos y membrana de macrófagos para su degradación que resulta en un descenso en la captación de hierro del alimentario y disminución de la liberación de hierro de eritrocitos recicladas en el MPS (sistema fagocítico mononuclear) respectivamente. La pérdida de esta función causa exceso de hierro y hemocromatosis.
En la infección por citomegalovirus una proteína viral se une a β2 microglobulina, impidiendo su unión al MHC-I y su transporte a la membrana plasmática.
Modelos de ratones deficientes para el gen de la β2 microglobulina han sido modificados. Estos ratones demuestran que la β2 microglobulina es necesaria para la expresión de MHC clase I en la superficie celular y para la estabilidad del surco de unión al péptido. De hecho, en ausencia de β2 microglobulina, se detectan cantidades muy limitadas de MHC clase I (clásico y no-clásico) en la superficie (síndrome del linfocito desnudo o BLS). En ausencia de MHC clase I, las células CD8+ T no pueden desarrollarse (CD8+ T las células son un subconjunto  de células T implicadas en el desarrollo de inmunidad adquirida).

## Importancia clínica
En pacientes de hemodiálisis a largo-plazo,  puede agregarse a las fibras de amiloide que se depositan en los espacios de las articulaciones provocando la enfermedad conocida como amiloidosis relacionada con diálisis.
Niveles bajos de β2 microglobulina pueden indicar la no progresión de VIH.
Los niveles de β2  microglobulina pueden ser elevados en linfoma y mieloma múltiples, aun así en estos casos las amiloidosis primarias (amiloide de cadena ligera) y secundarias (proteína amiloide asociada) son más comunes. El valor normal de β2  microglobulina es < 2 mg/L. Aun así, con respecto al mieloma múltiple, los niveles de β2 microglobulina también pueden ser en el otro extremo del espectro.  El cribado diagnóstico para mieloma múltiple incluye la determinación de los niveles de  β2 microglobulina, el cual es un importante indicador pronóstico.  Los niveles de β2 microglobulina no pueden distinguir entre gammapatía monoclonal de significado incierto (MGUS), el cual tiene un pronóstico mejor, y el mieloma quiescente (smouldering).
Las mutaciones de pérdida de función en este gen han sido informadas en pacientes de cánceres que no responden a inmunoterapias.